# Michaelskirche (Metterzimmern)

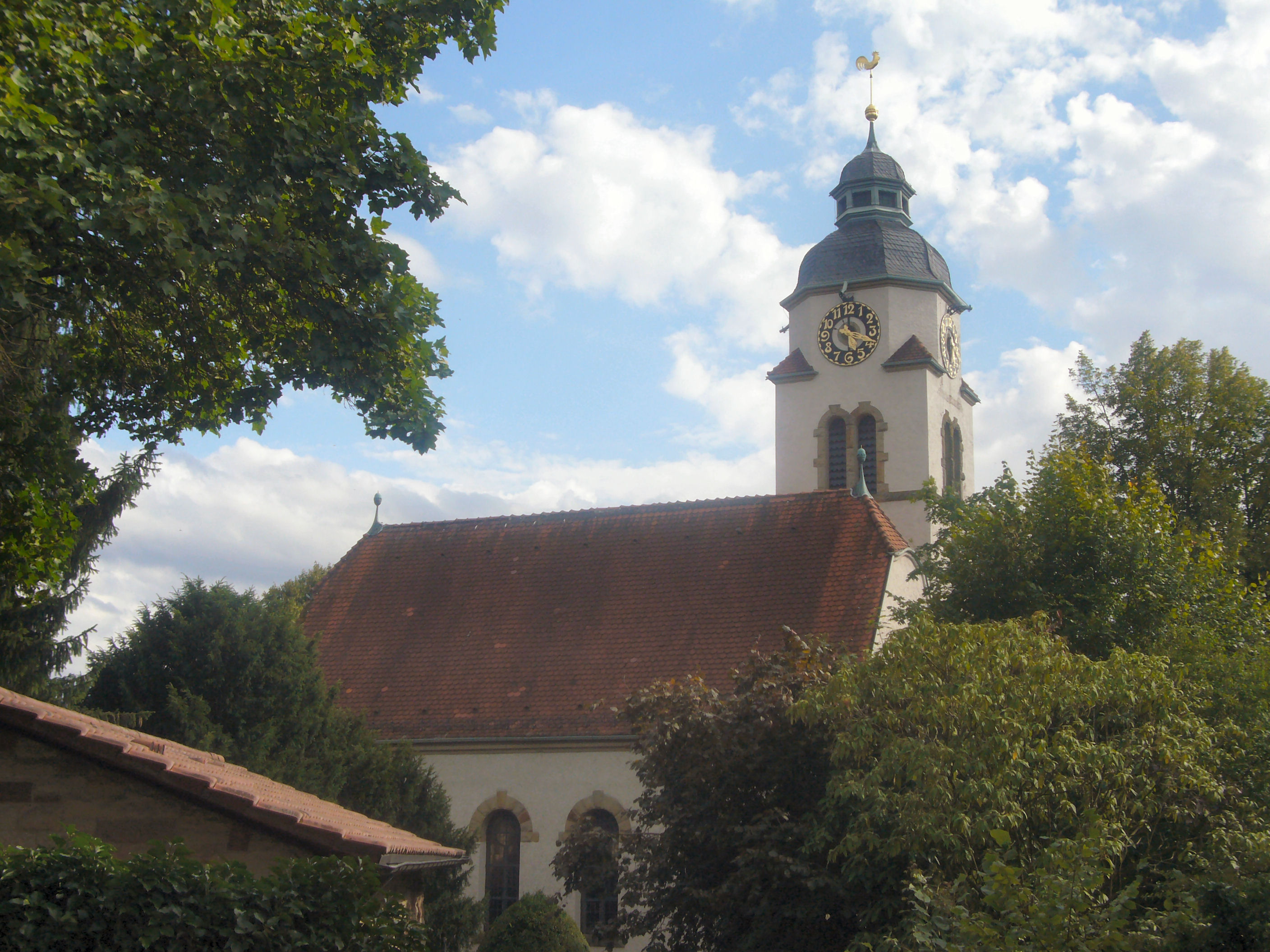
Die Michaelskirche in Metterzimmern

Die evangelische Michaelskirche in Metterzimmern, einem Teilort von Bietigheim-Bissingen, ist eine der Jugendstilkirchen in Württemberg.

## Geschichte
Innerhalb nur eines Jahres 1906 von Heinrich Dolmetsch erbaut, wurde die Kirche am 6. Dezember 1906 geweiht. Ein Blitzschlag in das Gebäude der Vorgängerkirche beendete jahrelange Unstimmigkeiten um einen Neubau. Die Pläne von 1905 hatten als Vorbild die Kirche in Lehrensteinsfeld. Die Ausführung erfolgte in Anlehnung an das Eisenacher Regulativ.

## Kirche

### Außen

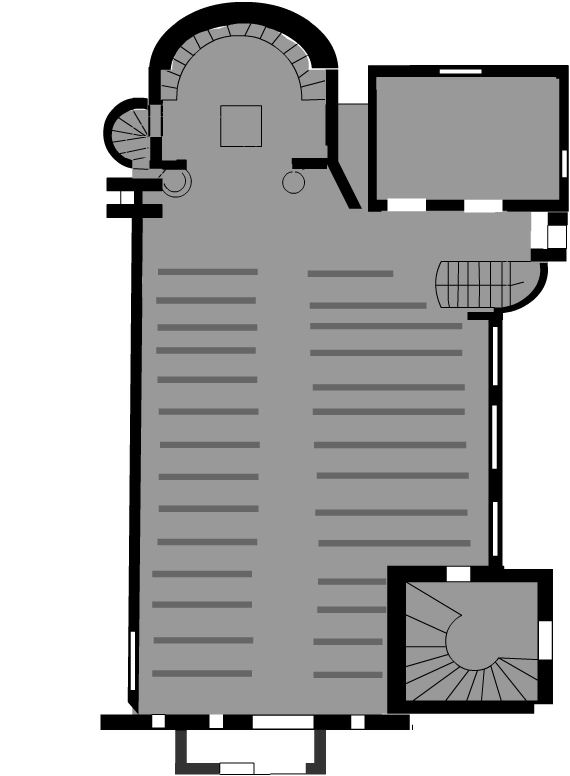
Grundriss der Michaelskirche in Metterzimmern

Grundanlage: Rechtwinkliges Kirchengebäude mit südlichem Seitenschiff und etwas nach hinten versetzten 30 m hohen Turm (welsche Haube) und einer Apsis. Besonderheit: Überdachter Vorbau des Westeingangs.

### Innen
Steinsäulen für Empore und Trennung zum Mittelschiff. Kapitelle im Jugendstil. Flachdecke mit gefelderten Ornamenten. Kanzel, Altar, Taufstein symmetrisch in einer Linie; Mittelachse der Kirche durch Sitzgruppen des Seitenschiffes dagegen asymmetrisch angeordnet. Chorraum mit zwei dreisitzigen Chorbänken, Sternenhimmel und Fensterband.

## Bildprogramm
Fünf Glasfenster des Stuttgarter Bildhauers Karl Theodor Bauerle bilden die zentralen biblischen Bezüge ab: Die Heimkehr des verlorenen Sohnes, Nikodemus kommt in der Nacht zu Jesus (Johannes 3,1 - 21), die Geschichte von Maria und Marta (Matthäus 10,38 - 42) sowie links und rechts außen zwei Fenster zum Motiv des Psalms 126,5 „Die mit Tränen säen, werden mit Freuden ernten.“